# Pteropus seychellensis
Pteropus seychellensis là một loài động vật có vú trong họ Dơi quạ, bộ Dơi. Loài này được Milne-Edwards mô tả năm 1877.

## Hình ảnh

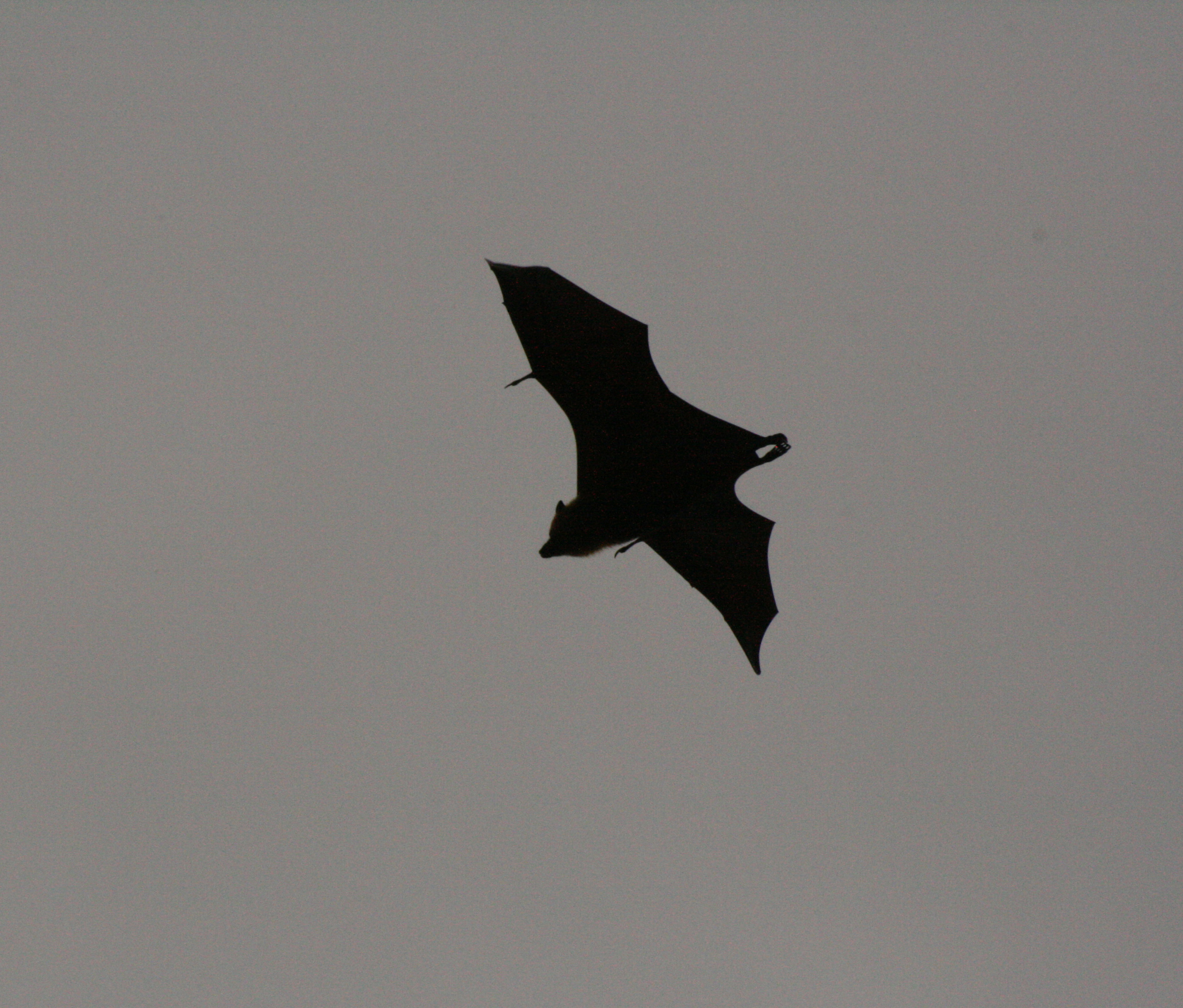
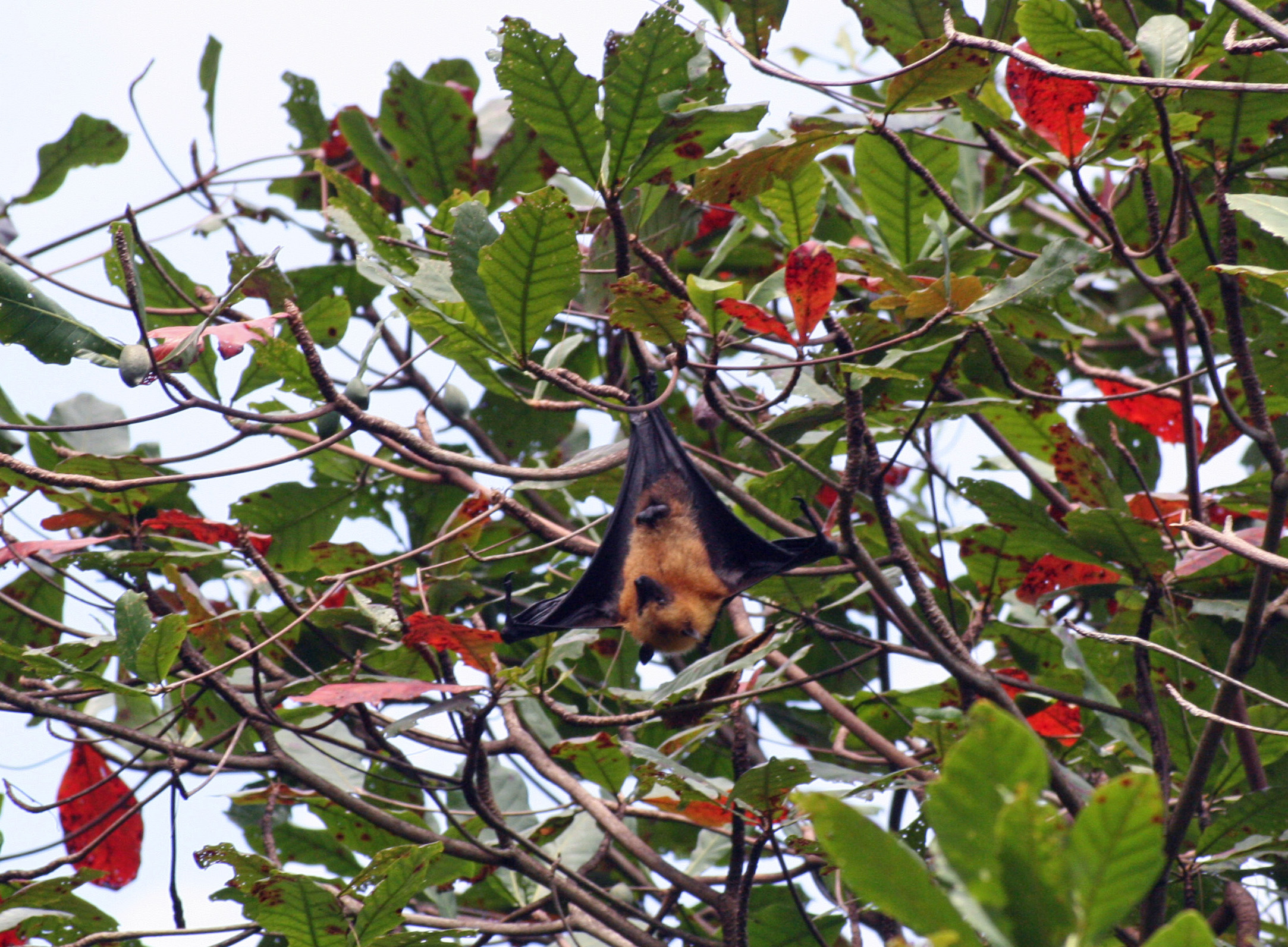
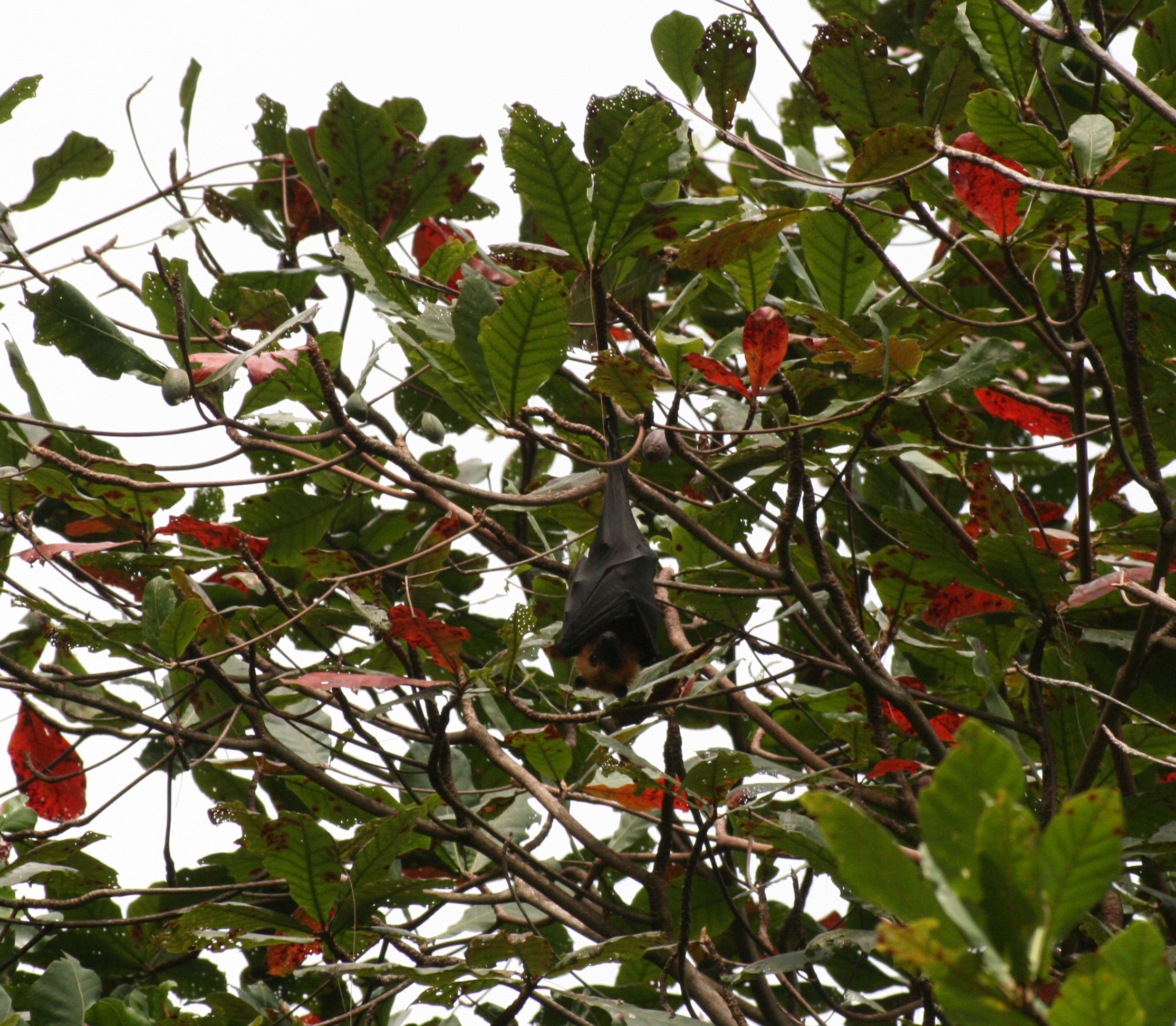